# Lockton
Lockton is een civil parish in het bestuurlijke gebied Ryedale, in het Engelse graafschap North Yorkshire met 332 inwoners.